# Microscópio eletrônico confocal de varredura
Um equipamento do tipo microscópio eletrônico confocal de varredura ou a técnica de microscopia eletrônica confocal de varredura (SCEM, do inglês scanning confocal electron microscopy) é uma técnica de microscopia eletrônica análoga à microscopia óptica confocal de varredura (SCOM, scanning confocal optical microscopy). Nesta técnica, a amostra estuda é iluminada por um feixe de elétrons focado, como em outras técnicas de microscopia de varredura, tais como microscopia eletrônica de varredura por transmissão ou microscopia eletrônica de varredura. Entretanto, em SCEM, a óptica de coleta é disposta simetricamente à óptica de iluminação para capturar apenas os elétrons que passam do foco do feixe. Isso resulta em uma resolução de profundidade superior da imagem. A técnica é relativamente nova e está sendo ativamente desenvolvida.

## História
A ideia da SCEM logicamente advém da SCOM e, portanto, é bastante antiga. No entanto, um projeto prático e a construção de um microscópio eletrônica de varredura confocal é um problema complexo primeiramente resolvido por Nestor J. Zaluzec.